# Aspila venusta
Aspila venusta là một loài bướm đêm trong họ Noctuidae.